# Al-Dżabali
Al-Dżabali (arab. الجبلي) – miejscowość w Syrii, w muhafazie Ar-Rakka. W 2004 roku liczyła 2079 mieszkańców.